# Melis Yasar
Melis Yasar (* 23. April 2000) ist eine schwedische Tennisspielerin.

## Karriere
Yasar spielt vorrangig auf der ITF Women’s World Tennis Tour, wo sie bislang zwei Titel im Doppel gewinnen konnte.

## Turniersiege

### Doppel
| Nr. | Datum         | Turnier  | Kategorie | Belag | Partnerin              | Finalgegnerinnen               | Ergebnis     |
| --- | ------------- | -------- | --------- | ----- | ---------------------- | ------------------------------ | ------------ |
| 1.  | 16. März 2019 | Antalya  | ITF W15   | Sand  | Caijsa Wilda Hennemann | Wiktorija Dema Adrienn Nagy    | 0:1, Aufgabe |
| 2.  | 11. Mai 2019  | Göteborg | ITF W15   | Sand  | Caijsa Wilda Hennemann | Klára Hájková Aneta Laboutková | 6:2, 6:3     |